# Radvaň

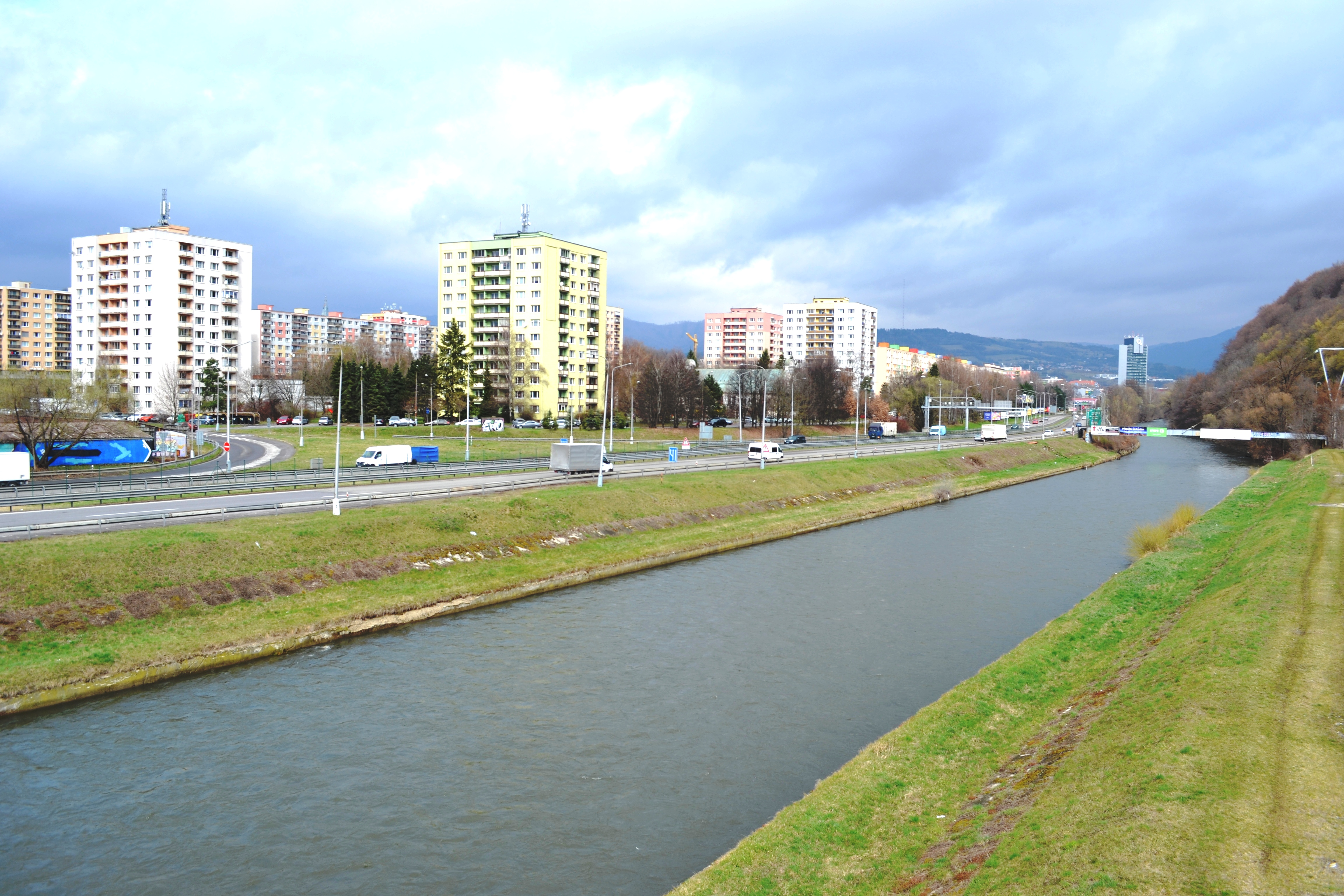
Moderne Plattenbauten in Radvaň, im Vordergrund der Hron und ein Teilstück der Schnellstraße R1

Radvaň (1927–1946 slowakisch „Radvaň nad Hronom“; deutsch Radwan oder früher Burgstädtl, ungarisch Radvány) ist eine ehemalige Gemeinde und seit 1966 ein Stadtteil von Banská Bystrica in der Mittelslowakei. Radvaň liegt südwestlich des Stadtzentrums von Banská Bystrica auf der rechten Seite des Hron, als dieser den Bach Malachovský potok aufnimmt, unter dem Berg Urpín am gegenüberliegenden Ufer.

## Geschichte

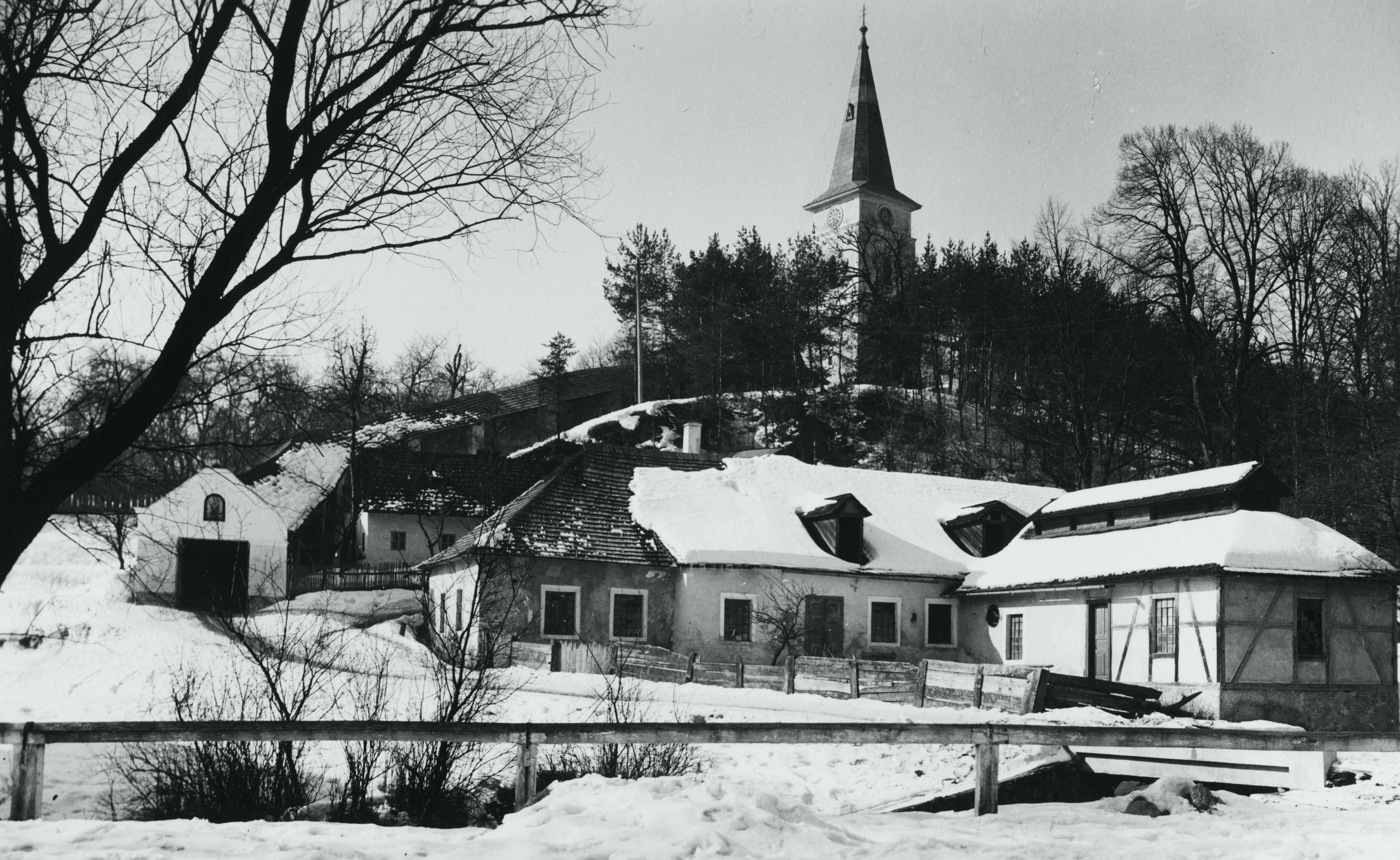
Historische Ansicht der Kirche Mariä Geburt, 1935

Der Ort wurde 1263 zum ersten Mal als Radwana schriftlich erwähnt und entstand durch Schenkung eines königlichen Teilstücks der Fischer an das Geschlecht an einen gewissen Radun und seine Söhne. Der Ort war Stammsitz der Familie Radvanský, die hier ein befestigtes Schloss bauen ließ, dazu war er Sitz eines Herrschaftsguts, das neben Radvaň auch Orte wie Skubín, Tajov, Jabriková, Oravce, Malachov und Králiky umfasste.
Im 17. Jahrhundert wurde Radvaň eine Minderstadt und war ab 1655 (nach älteren Quellen 1650) Austragungsort des am 8. September stattfindenden Jahrmarkts (slowakisch Radvanský jarmok), nachdem bereits im 14. Jahrhundert regelmäßige Märkte im Ort stattgefunden hatten. Der Jahrmarkt war weit über die Stadtgrenzen hinaus bekannt und wurde auf einer etwa 1,5 Kilometer langen „Marktstraße“ ausgetragen. Darüber hinaus fand der Markt den Eingang in die Literatur, so ist es in den Werken von Gustáv Kazimír Zechenter-Laskomerský, Božena Němcová und Jozef Gregor Tajovský ausführlich behandelt, der Dichter Andrej Sládkovič widmete dem Jahrmarkt ein Gedicht. Auch nach der Eingemeindung besteht die Tradition weiter, der Austragungsort ist allerdings der Hauptplatz von Banská Bystrica, Námestie SNP.
Neben der Landwirtschaft waren die Einwohner vor allem als Handwerker (Färber, Hutmacher, Messerschmiede und Kammmacher) beschäftigt. Die örtlichen Metzger waren bereits im 14. Jahrhundert in der Neusohler Zunft organisiert. Ab der zweiten Hälfte des 16. Jahrhunderts prägten insbesondere Pulvermacher das wirtschaftliche Leben der Stadt (Zunftordnung aus dem Jahr 1663). 1786 arbeiteten sie in acht, 1842 sogar 11 Pochwerken. Im 19. Jahrhundert wurde die Tuchwarenherstellung zunehmend industrialisiert, 1890 gab es zwei Tuchfabriken sowie 15 Kleinbetriebe. Ab dem frühen 20. Jahrhundert kam es aber zu einem schrittweisen Untergang von traditionellen Zunftbetrieben.
1828 hatte die Stadt 168 Häuser und 1218 Einwohner.
Bis 1918 gehörte der Ort im Komitat Sohl zum Königreich Ungarn und kam danach zur neu entstandenen Tschechoslowakei beziehungsweise heutigen Slowakei. In der Zeit der ersten tschechoslowakischen Republik gab es eine Genossenschaft der Kammmacher, Feilenhauerbetrieb, Tuchwarenmanufaktur, ein Maschinenbauunternehmen, zwei Großgüter sowie eine Brennerei. In der Volkszählung 1961, der letzten vor der Eingemeindung, wohnten 1593 Einwohner in der Gemeinde. 1964 wurde Radvaň mit dem Ort Kráľová zur Gemeinde Radvaň-Kráľová fusioniert, diese wurde 1966 in die Stadt Banská Bystrica eingemeindet.

## Bauwerke und Denkmäler

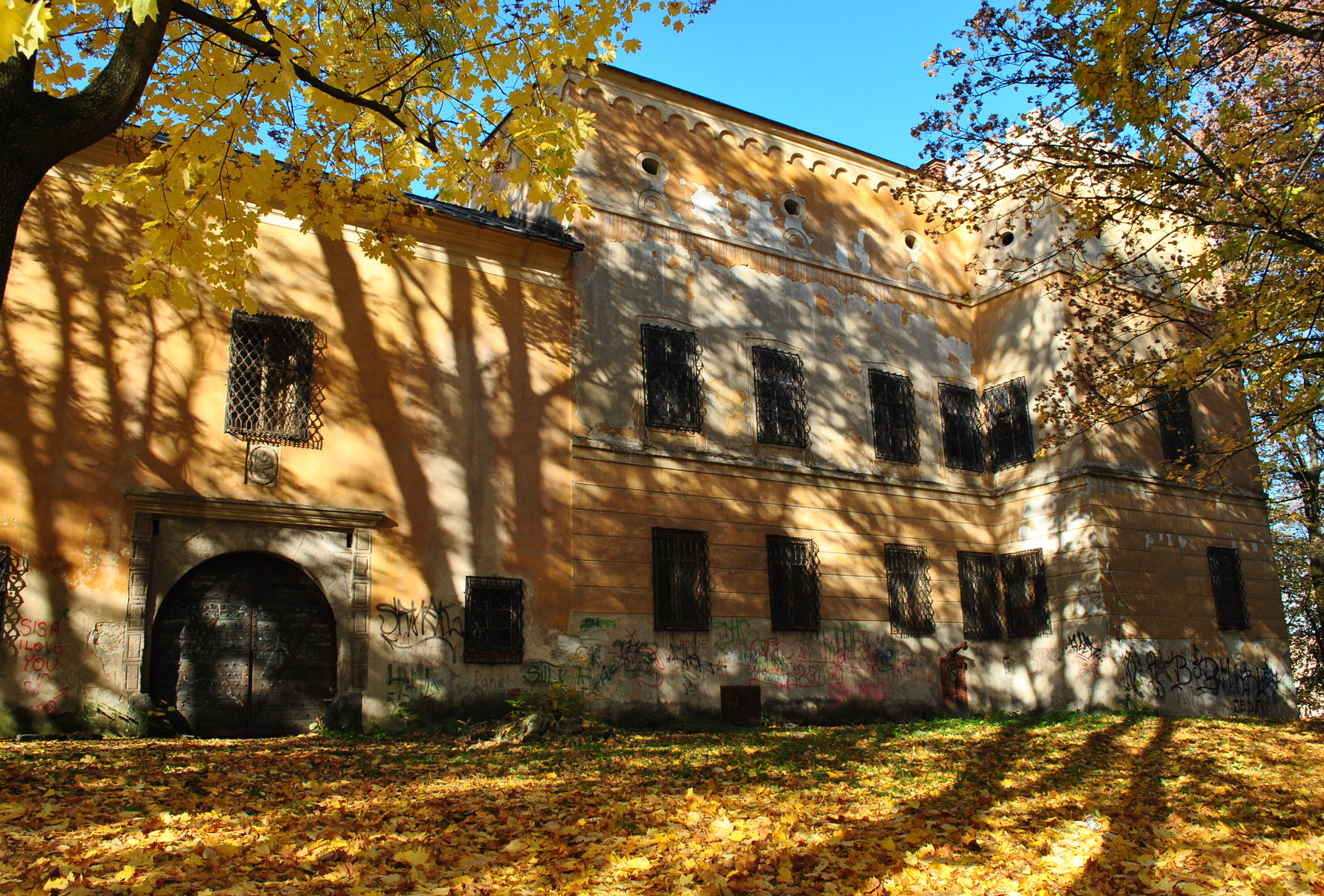
Schloss der Familie Radvanský

- römisch-katholische Kirche Mariä Geburt aus der zweiten Hälfte des 13. Jahrhunderts[4]
- evangelische Toleranzkirche aus dem Jahr 1785, der Turm wurde 1862–65 gebaut
- Schloss der Familie Radvanský im Stil der Renaissance aus dem frühen 16. Jahrhundert, heute im schlechten Bauzustand[5]
- Schloss der Familie Tihányi, ursprünglich ein Landsitz aus dem 17. Jahrhundert, heute beherbergt das im Stil der Spätrenaissance gestaltete Schloss eine Ausstellung des Mittelslowakischen Museums[6]
- Ruine des Schlosses der Familie Bárczy

## Persönlichkeiten
Geboren in Radvaň

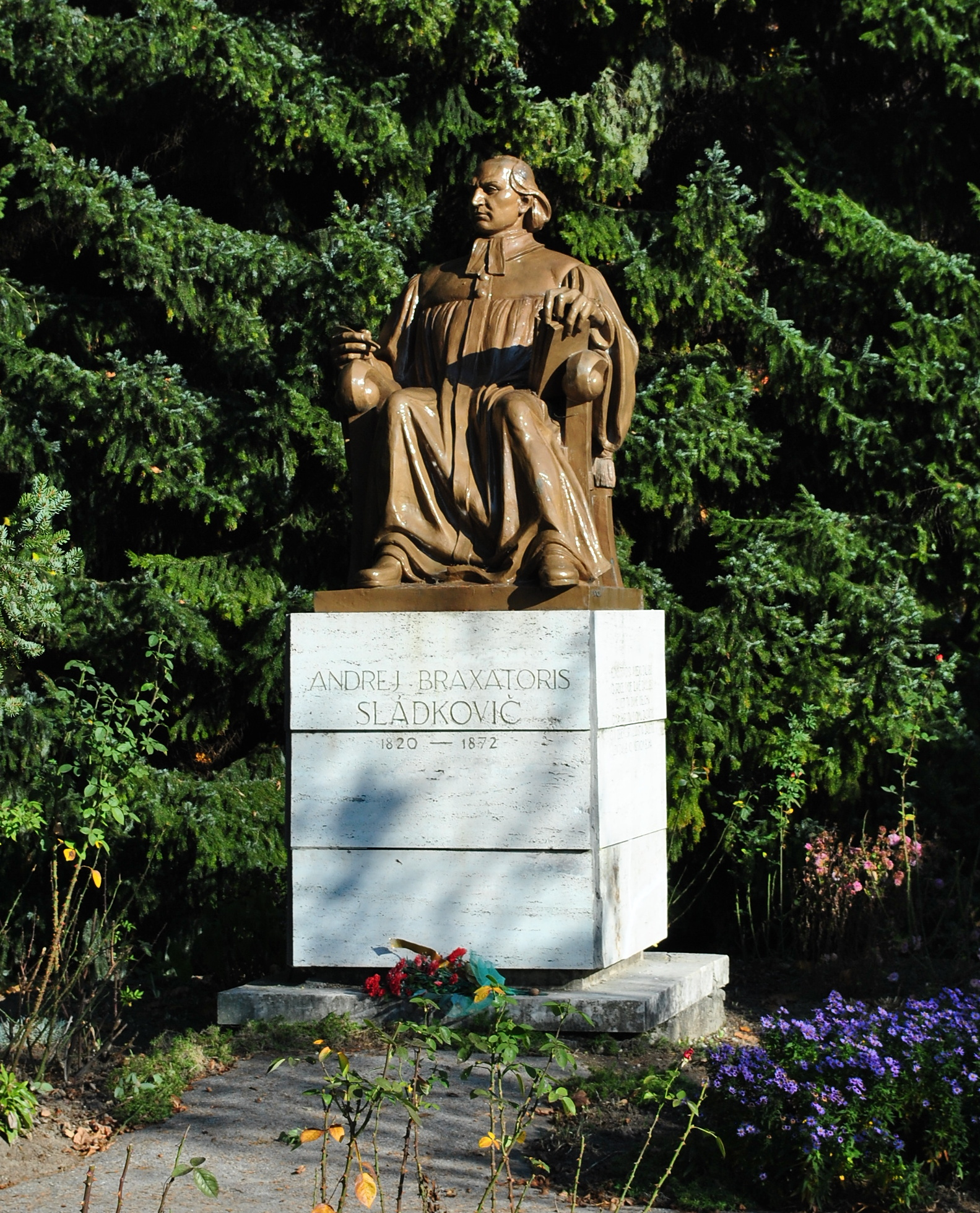
Andrej-Sládkovič-Denkmal in Radvaň

- Ján Babilon (1818–1877), slowakischer Koch und Autor des ersten auf Slowakisch verfassten Kochbuchs
- Nándor Bernolák (1880–1951), ungarischer Politiker
- František Laho (1725–1774), evangelischer Priester
- Mária Markovičová (1908–1984), slowakische Schauspielerin

Gestorben in Radvaň
- Andrej Sládkovič (1820–1872), slowakischer Dichter